# Monní
Monní è un singolo del cantante islandese Aron Can, pubblicato il 20 aprile 2024 come primo estratto dal quinto album in studio Þegar ég segi Monní.
È stato riconosciuto con l'Íslensku tónlistarverðlaunin alla canzone hip hop o elettronica dell'anno.

## Video musicale
Il video musicale, diretto dallo stesso interprete con Jakob Hermannsson e Sigurður Pétur, è stato reso disponibile in concomitanza con l'uscita del brano.

## Tracce
Testi di Aron Can Gultekin, musiche di Þormóður Eiríksson.
1. Monní – 3:01

## Formazione
- Aron Can – voce
- Þormóður Eiríksson – produzione, tastiere
- Magnús Jóhann Ragnarsson – tastiere
- Glenn Schick – mastering
- Sæþór Kristjánsson – missaggio

## Classifiche

### Classifiche settimanali
| Classifica (2024) | Posizione massima |
| ----------------- | ----------------- |
| Islanda           | 1                 |

### Classifiche di fine anno
| Classifica (2024) | Posizione |
| ----------------- | --------- |
| Islanda           | 17        |